# Digimon Tamers
Digimon Tamers (デジモンテイマーズ, Dejimon Teimāzu) is een Japanse animeserie uit 2001, en de derde serie uit de Digimon-franchise. De serie werd in 2001 uitgezonden op Fuji TV in Japan en op Fox Kids in de Verenigde Staten. De serie telt 51 afleveringen. De serie is in tegenstelling tot de vorige twee series niet in Nederland uitgezonden.
De serie staat qua verhaal los van de vorige twee series.

## Verhaal
De serie speelt zich af in een “echte wereld”, waarin Digimon voor de meeste mensen slechts een mediafranchise is bestaande uit onder andere een kaartspel. Op een dag maakt de 12-jarige Takato zijn eigen Digimon, Guilmon, met behulp van een blauwe kaart en een Digivice (D-Power genaamd in de serie). Ook twee andere kinderen, Henry en Rika, krijgen op deze manier een digimon. Voor hen wordt het zo duidelijk dat Digimon meer is dan enkel een kaartspel.
Meer digimon dringen de echte wereld binnen, en de drie kinderen nemen de taak op zich hen te bevechten. Ze noemen zichzelf de Digimon Tamers. Later in de serie worden ook andere kinderen, waaronder Kazu, Kenta, Jeri en Suzie Tamers. Ze komen ook oog in oog te staan met een digimon genaamd Impmon, die zijn eigen Tamers verlaten heeft uit onvrede over hun onderlinge ruzies.
De Tamers worden geconfronteerd door een man genaamd Yamaki, die werkt voor een organisatie genaamd Hypnos. Hypnos weet meer af van de Digi-World, de plek waar alle digimon vandaan komen, en houdt hun activiteiten op aarde in de gaten. De situatie wordt complexer wanneer een groep kwade digimon genaamd de Devas de echte wereld binnendringt. Ze zijn gestuurd door de vier Digimon-goden (Sovereigns) omdat deze geloven dat digimon niet samen zouden moeten werken met mensen. Tevens hebben ze het voorzien op een digimon genaamd Calumon, wiens kracht ze willen gebruiken voor hun eigen doeleinden. Om Calumon te beschermen reizen de Tamers af naar de Digi-World, alwaar ze de Devas verslaan. Daarna komen ze oog in oog te staan met de Sovereigns, maar kunnen hen overtuigen dat er niks mis is met samenwerking tussen mensen en digimon.
Later in de serie blijkt er een nog grotere bedreiging te zijn voor zowel de Digi-World als de echte wereld: de D-Reaper, een computerprogramma dat ooit was gemaakt om de digi-world onder controle te houden, maar een eigen bewustzijn heeft gekregen en op hol is geslagen. Een grote strijd met de agenten van de D-Reaper breekt uit, waarbij de Tamers de D-Reaper uiteindelijk vernietigen. Nadien zijn de digimon echter gedwongen voorgoed terug te keren naar de Digi-World.

## Achtergrond
De serie voegt enkele nieuwe elementen toe ten opzichte van de voorgaande series. Zo maken de Tamers in deze serie gebruik van kaarten om hun Digimon niet alleen te laten digivolven, maar ze ook speciale vaardigheden te geven die ze normaal niet zouden moeten hebben. Ook doet zich een nieuwe vorm van digivolven voor: biomerging. Hierbij fuseert een Tamer met zijn digimonpartner zodat die zijn megavorm kan bereiken.
Er zijn meerdere Tamers in de serie, welke de rol overnemen van de DigiDestined uit de vorige series. Veel Tamers krijgen hun digimonpartner pas later in de serie, en lang niet allemaal kunnen ze hun partner laten digivolven.
De serie speelt zich voor het overgrote merendeel af in de echte wereld. Alleen halverwege de serie maken de Tamers een uitstapje naar de Digi-World.

## Personages

### Tamers en hun digimon
| Tamer          | Digimon       |
| -------------- | ------------- |
| Takato Matsuki | Guilmon       |
| Henry Wong     | Terriermon    |
| Rika Nonaka    | Renamon       |
| Ryo Akiyama    | Cyberdramon   |
| Jeri Katou     | Leomon        |
| Kazu Shioda    | Guardromon    |
| Kenta Kitagawa | MarineAngemon |
| Suzie Wong     | Lopmon        |
| Ai en Mako     | Impmon        |

### Mensen
Hypnoseen organisatie met als doel Digimon op te sporen indien ze de echte wereld binnendringen. Een van hun bekendste medewerkers is Mitsuo Yamaki.
Monster Makerseen groep computerprogrammeurs die aan de basis stonden van de digi-world. Zij zijn grotendeels verantwoordelijk voor de creatie ervan.

### Digimon
Calumoneen digimon die andere digimon kan helpen sneller te digivolven.
Devas12 ultimate-level digimon gebaseerd op de dieren uit de Chinese dierenriem.
Sovereignsvier mega-level digimon die over de digi-world regeren als goden.

### D-Reaper
De D-Reaper is de grootste antagonist van de serie. Het is een op hol geslagen computerprogramma dat oorspronkelijk tot doel had de digi-world in bedwang te houden. De D-Reaper maakt gebruik van verschillende digimon-achtige manifestaties genaamd agenten.

## Films
Er zijn twee films gemaakt gebaseerd op Digimon Tamers:
Battle of AdventuresDeze film speelt zich af tijdens de serie. De Tamers worden geconfronteerd met een digimon genaamd Mephistomon, die digimon de vrije toegang tot de echte wereld wil geven.
Runaway Locomondeze film speelt zich af na de serie. Een treinachtige digimon genaamd locomon dringt de echte wereld binnen. Hij wordt beheerst door een Parasimon, die meer van zijn soortgenoten zo de toegang tot de echte wereld wil geven.

## Kort verhaal
In 2002 publiceerde schrijver Chiaki J. Konaka en tekenaar Kenji Watanabe een kort verhaal getiteld “Digimon Tamers 1984”. Dit verhaal, geschreven voor de oudere fans van de serie, focust zich op de creatie van de originele Digimon door de Monster Makers. Centraal staan een hoop filosofisch een technologische problemen die gepaard gaan met deze creatie.

## Muziek
- Titelsong: "The Biggest Dreamer" door Kōji Wada
- Aftitelingmuziek 1: "My Tomorrow" door AiM (afleveringen 1-23)
- Aftitelingmuziek 2: "Days ~Aijou to Nichijou~" door AiM (episodes 24-51)